# Tsjecho-Slowaakse parlementsverkiezingen 1948

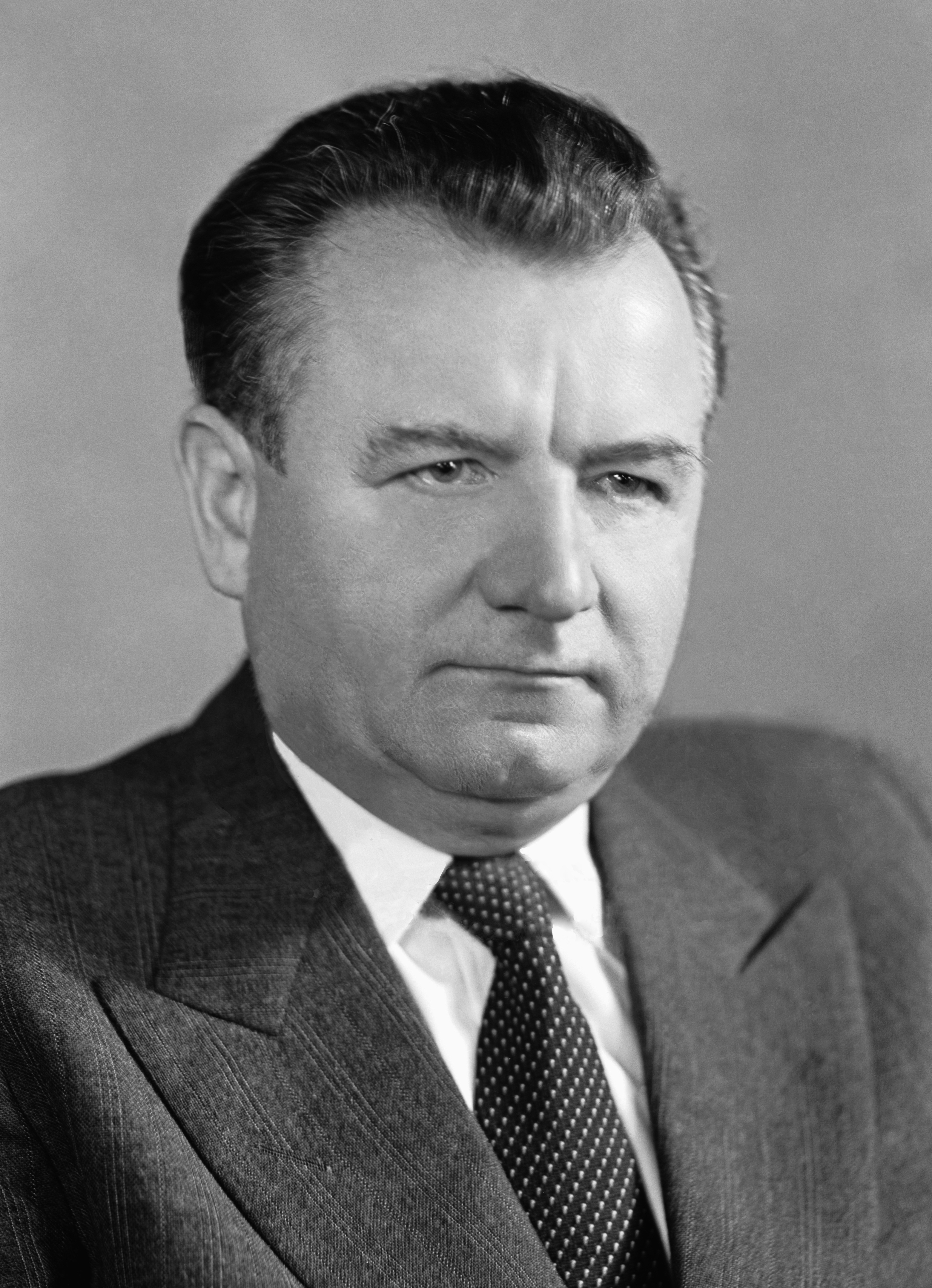
De voorzitter van de Tsjecho-Slowaakse Communistische Partij (KSČ), Klement Gottwald (1896-1953), de "sterke man" van Tsjecho-Slowakije

De Tsjecho-Slowaakse parlementsverkiezingen van 1948 vonden op 30 mei van dat jaar plaats. Het waren de eerste verkiezingen na de staatsgreep van februari 1948 waarbij de Communistische Partij van Tsjechoslowakije (KSČ) de macht greep. De verkiezingen werden gehouden op basis van eenheidslijst van het Nationaal Front (Národní fronta) die werd gedomineerd door kandidaten van de KSČ en waar verder kandidaten van satelliet-partijen op stonden. Bij een opkomst van 93,5% stemde volgens de officiële cijfers 89,3% van de stemgerechtigden op de lijst van het Nationaal Front. Tegenstemmers konden een blanco stembiljet in een stembus deponeren. Gemeenten waren nauwelijks blanco stembiljetten werden geteld, golden als "patriottische gemeenten."

## Uitslag

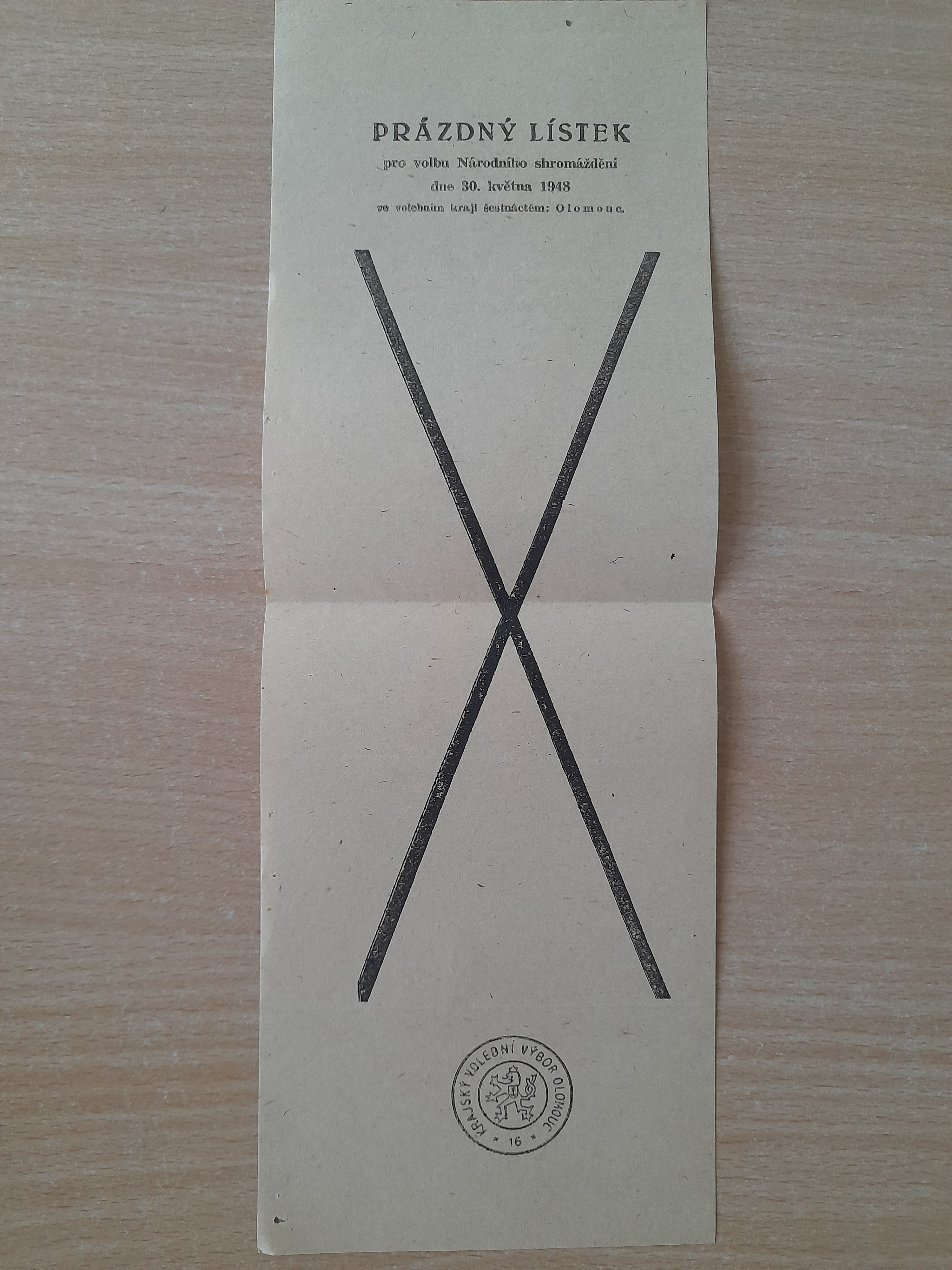
Tegenstemmers konden een blanco stembiljet in een stembus deponeren

| Coalitie                        | Partij of groep                                   | Stemmen | %     | Zetels    |  |
| ------------------------------- | ------------------------------------------------- | ------- | ----- | --------- |  |
| Nationaal Front (Nf)            | Communistische Partij van Tsjecho-Slowakije (KSČ) | -       | 89,3% | 160 / 300 |  |
| Nationaal Front (Nf)            | Communistische Partij van Slowakije (KSS)         | -       | 89,3% | 54 / 300  |  |
| Nationaal Front (Nf)            | Tsjecho-Slowaakse Socialistische Partij (ČSS)     | -       | 89,3% | 23 / 300  |  |
| Nationaal Front (Nf)            | Tsjecho-Slowaakse Sociaaldemocratie (ČSSD)        | -       | 89,3% | 23 / 300  |  |
| Nationaal Front (Nf)            | Tsjecho-Slowaakse Volkspartij (ČSL)               | -       | 89,3% | 23 / 300  |  |
| Nationaal Front (Nf)            | Slowaakse Vrijheidspartij (SSO)                   | -       | 89,3% | 5 / 300   |  |
| Nationaal Front (Nf)            | Partij van de Slowaakse Wedergeboorte (SS)        | -       | 89,3% | 12 / 300  |  |
| Totaal Nf                       | Totaal Nf                                         | -       | 89,3% | 300 / 300 |  |
| Blanco stemmen                  | Blanco stemmen                                    | -       | 10,7% | 0 / 300   |  |
| Totaal                          | Totaal                                            | -       | 100%  | 300       |  |
|                                 |                                                   |         |       |           |  |
| Geldig uitgebrachte stemmen     | Geldig uitgebrachte stemmen                       | -       | -     | -         |  |
| Blanco/ ongeldige stemmen       | Blanco/ ongeldige stemmen                         | -       | -     | -         |  |
| Totaal uitgebrachte stemmen     | Totaal uitgebrachte stemmen                       | -       | 100%  | 300       |  |
| Geregistreerde kiezers/ opkomst | Geregistreerde kiezers/ opkomst                   | -       | 93,5% | -         |  |
| Bron: Uitslag                   |                                                   |         |       |           |  |

## Nasleep
President Edvard Beneš (1884-1948) trad op 2 juni 1948 af en werd opgevolgd door de voorzitter van de communistische partij, Klement Gottwald (1896-1953). In dezelfde maand werd de sociaaldemocratische partij gedwongen te fuseren met de communistische partij, bijgevolg gingen de 23 zetels van de ČSSD in het parlement automatisch over naar de KSČ.

## Verwijzingen
Parlementsverkiezingen in Tsjecho-Slowakije:
1920 · 1924 · 1925 · 1929 · 1935 · 1946 · 1948 · 1954 · 1960 · 1964 · 1971 · 1976 · 1981 · 1986 · 1990 · 1992

Verkiezingen voor de Tsjechische Nationale Raad:
1971 · 1976 · 1981 · 1986 · 1990 · 1992

Verkiezingen voor de Slowaakse Nationale Raad:
1971 · 1976 · 1981 · 1986 · 1990 · 1992